# Assassinio di Boris Nemcov

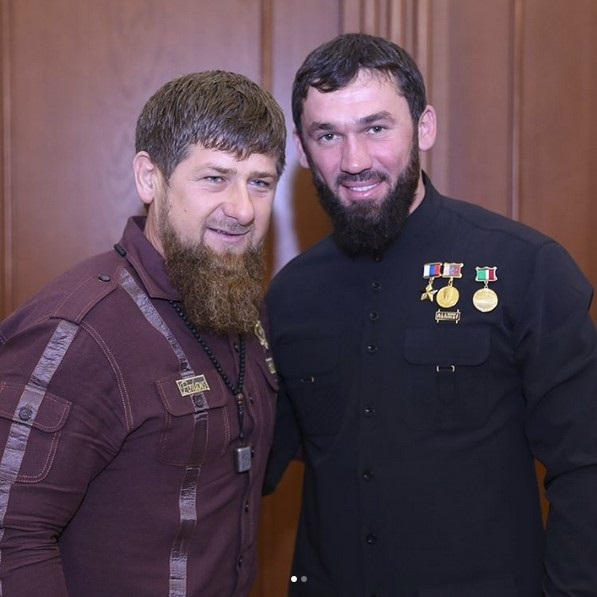
A sinistra Ramzan Kadyrov, capo della Repubblica Cecena ed Eroe della Federazione Russa

L'assassinio di Boris Nemcov avvenne a Mosca il 27 febbraio 2015 sul Ponte Bol'šoj Moskvoreckij, davanti al Cremlino. Nemcov, ex capo dell'opposizione russa che aveva criticato aspramente le politiche del presidente russo Vladimir Putin, all'epoca del fatto era co-presidente del partito di opposizione «Partito della Libertà Popolare», nonché deputato della Duma di Stato.

## Vicenda
L'assassinio fu perpetrato due giorni prima dell'inizio della Marcia contro Vladimir Putin - Primavera, annullata successivamente a causa della sua morte. I quattro proiettili che colpirono il politico lo uccisero quasi all'istante. Il Comitato Investigativo ha incriminato per l'omicidio cinque cittadini nativi della Cecenia: Anzor e Shadid Gubashev, Zaur Dadaev, Khamzat Bakhaev e Temirlan Eskerkhanov, quest'ultimo membro dell’ala armata filogovernativa cecena dei cosiddetti “Kadyroviti”. L'opposizione accusò Vladimir Putin e il governo russo di essere coinvolti nell'assassinio di Nemcov, in quanto Kadyrov era un alleato di Putin.

## Piazze in suo onore

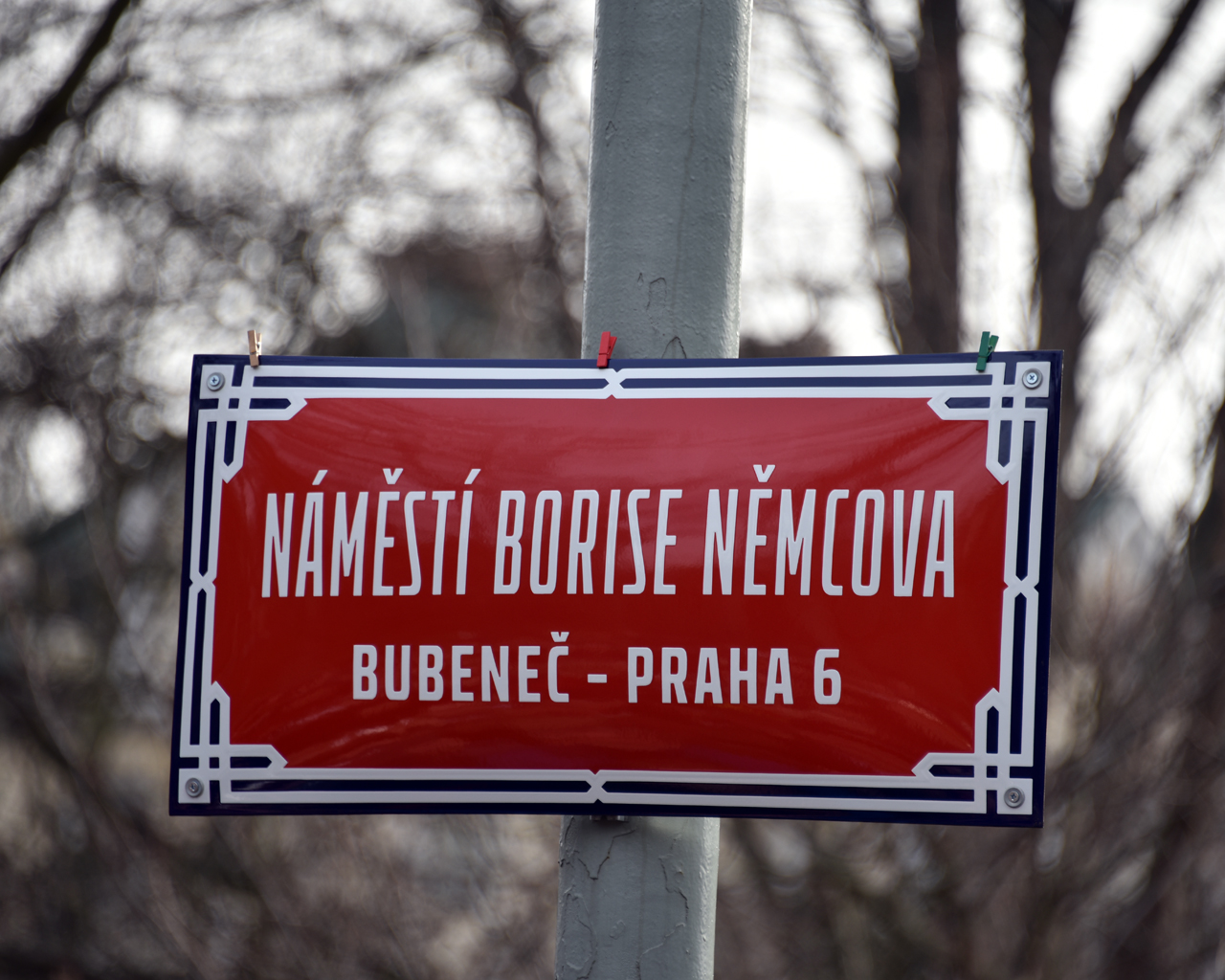
Piazza Boris Nemcov di fronte all'ambasciata russa a Praga, Repubblica Ceca

Il 6 dicembre 2017, la figlia di Nemcov, Žanna Nemcova, si è recata dalla Germania, accompagnata da altri membri della famiglia e dissidenti russi, a Washington, per esortare i membri del Consiglio del Distretto di Columbia a rinominare in Piazza Boris Nemcov (Boris Nemtsov Plaza) una parte della strada davanti all'ambasciata russa in onore di suo padre e come segnale alle autorità russe della disapprovazione degli Stati Uniti per le loro politiche e del loro presunto ruolo nell'assassinio di Nemcov.
La legislazione per apportare formalmente il cambiamento è stata promossa pure dal presidente del Consiglio Phil Mendelson, che si aspettava che il disegno di legge fosse approvato dal Consiglio all'inizio del 2018. Il 9 gennaio 2018 è stato approvato all'unanimità il "Boris Nemtsov Plaza Designation Act" del 2017 che ha autorizzato la ridenominazione, entrata in vigore dal 5 maggio 2018.
Nel maggio 2018 la piazza vicino all'ambasciata russa a Vilnius, in Lituania, è stata ribattezzata "Piazza Boris Nemcov", mentre nel febbraio 2020 è stata intitolata a Boris Nemcov la piazza fuori dall'ambasciata russa a Praga, in Repubblica Ceca.